# Khorasan

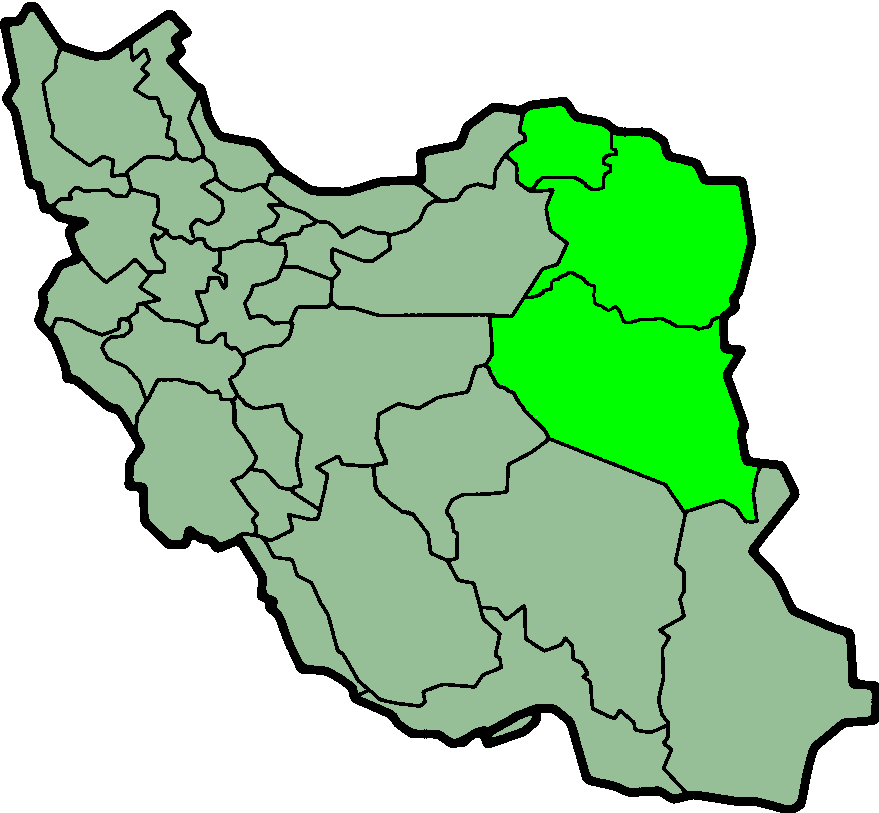
Khorasans läge i Iran.

Ungefärliga gränser för det forntida Khorasan.

Khorasan (eller Chorasan; på persiska خراسان, Khorāsān) var en provins i nordöstra Iran samt ett historiskt område i nuvarande Iran och Centralasien. Namnet kommer av det parthiska xvar-āsān, "den uppgående solen". Området som helhet hade år 2017 ungefär 8,1 miljoner invånare varav 6,4 miljoner bodde i den mellersta delen som domineras av storstaden Mashhad.
Den 29 september 2004 delades Khorasan upp i de tre mindre provinserna Nordkhorasan, Razavikhorasan och Sydkhorasan. De viktigaste etniska grupperna i regionen är perser, kurder och olika turkfolk som turkmener. Viktiga städer i regionen är Bojnurd, Birjand och Mashhad

## Namn på forntida landområde
Det forna persiska landområdet Khorasan inkluderade delar av det som i dag är Iran, Afghanistan, Tadzjikistan, Turkmenistan och Uzbekistan. Några av de viktigaste historiska städerna i det forna Iran låg i det gamla Khorasan: Neyshabur eller Nishapur (nu i Iran i nuvarande Khorasan Razavi), Merv (nu i Turkmenistan), Samarkand och Buchara (båda i Uzbekistan), Herat och Balkh (bägge i Afghanistan). Under sin långa historia härskade många erövrare och imperier över provinsen: greker, araber, turkiska seldjuker, safavider, pashtuner, med flera.
Khorasan var hemland för den iranska arsakidiska dynastin (parther) som styrde fram till 220-talet e. Kr. och var den persiska kulturella renässansens vagga på 900-1200 e.Kr.